# Toto et Ninetta
Toto et Ninetta est une chanson de Jul, parue le 29 juin 2018 lors de la sortie de l'album Inspi D'ailleurs et le 17 août 2018 sur YouTube en tant que clip,. La chanson totalise plus de 72 millions de vues sur la plateforme YouTube en novembre 2021 et le titre est certifié single de platine.

## Classement hebdomadaires
Le titre se classe premier du top singles dans la semaine du 13 au 19 juillet 2018.
| Classement (2018)       | Meilleure position |
| ----------------------- | ------------------ |
| France (SNEP Streaming) | 1                  |
| France (SNEP)           | 1                  |

## Certification
| Pays          | Certification |
| ------------- | ------------- |
| France (SNEP) | Diamant       |